# えさしわいわいネット
えさしわいわいネットは、テレビ放送、インターネットを事業とするケーブルテレビ局である。第一種電気通信事業者。
2003年にインターネットサービスプロバイダ「えさしわいわいネット」として開業。ブロードバンド格差解消を目的として民間解放された江刺市有の光ファイバ網を利用している。
2007年8月23日、同地区、全体の4割が抱える地上テレビジョン放送の難視聴対策としてケーブルテレビ事業が開局した。ブランド名は「えさしわいわいテレビ」。
2022年6月1日、社名を「えさしわいわいネット」から「わいわいネット株式会社」へ変更。

## サービスエリア
- 岩手県奥州市江刺の一部

## 主な放送チャンネル

### テレビ局
| デジタル | 放送局                           |
| -------- | -------------------------------- |
| 1        | NHK盛岡総合                      |
| 2        | NHK盛岡教育                      |
| 4        | テレビ岩手                       |
| 5        | 岩手朝日テレビ                   |
| 6        | IBC岩手放送                      |
| 8        | 岩手めんこいテレビ               |
| 11       | えさしわいわいテレビ（自主放送） |

自主放送のデジタルチャンネルは2011年2月現在『試験放送』となっている。